# Ignacius
Ignacius és un gènere extint de primats de la família dels paromòmids que visqueren a l'Àsia oriental i Nord-amèrica des del Paleocè inferior fins a l'Eocè superior, fa entre 33,9 i 63,8 milions d'anys. Se n'han trobat restes fòssils al Canadà, els Estats Units i la Xina. Tenen el crani més ben conegut de tots els gèneres de paromòmids. Es calcula que devien pesar uns 231 g. Han donat pistes importants sobre l'evolució del cervell dels primats. El nom genèric Ignacius és una adaptació al llatí del nom d'Ignacio, un poble de Colorado situat prop de la localitat tipus.